# Xã Mill Spring, Quận Wayne, Missouri
Xã Mill Spring (tiếng Anh: Mill Spring Township) là một xã thuộc quận Wayne, tiểu bang Missouri, Hoa Kỳ. Năm 2010, dân số của xã này là 908 người.